# Eva Tetrazzini

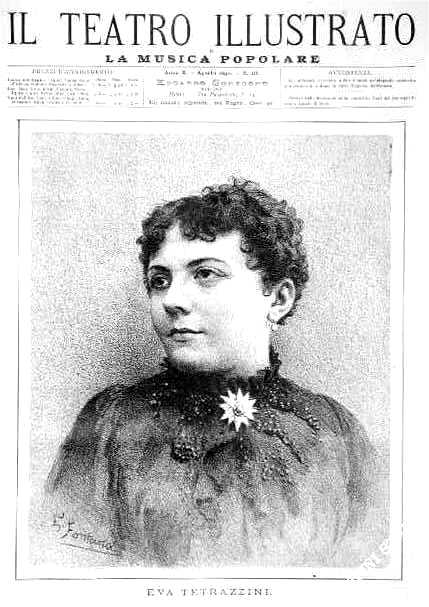
Eva Tetrazzini (1890)

Eva Tetrazzini (* 17. März 1862 in Mailand; † 27. Oktober 1938 in Salsomaggiore) war eine italienische Sängerin der Stimmlage Sopran.

## Leben und Werk
Eva Tetrazzini war die ältere Schwester der Sopranistin Luisa Tetrazzini (1871–1940) und Schülerin des Liceo Musicale in Florenz. Sie debütierte 1882 in Florenz als Marguérite in Charles Gounods Oper Faust.  Zu ihrem Repertoire gehörten die lyrisch-dramatischen Rollen von Giuseppe Verdi in den Opern Otello und Aida beziehungsweise von Giacomo Puccini in Manon Lescaut und Tosca. 1888 sang sie die Desdemona in der amerikanischen Erstaufführung von Otello unter der Regie von Cleofonte Campanini (1860–1919) in New York City. Die beiden heirateten 1887.